# Himalaya-Hemlocktanne
Die Himalaya-Hemlocktanne (Tsuga dumosa) ist ein Nadelbaum aus der Gattung der Hemlocktannen. Ihr Verbreitungsgebiet erstreckt sich von China im Norden über Bhutan und Nepal bis nach Indien und Myanmar.

## Beschreibung
Die Himalaya-Hemlocktanne bildet 20 bis 25 Meter, selten bis zu 40 Meter hohe Bäume mit Brusthöhendurchmessern von 40 bis 50 Zentimetern, selten bis 2,7 Metern. Die Borke ist dick, braungrau bis graubraun und längs aufgerissen. Die Baumkrone ist pyramidenförmig. Junge Zweige sind anfangs gelblich oder rötlich braun und werden im zweiten und dritten Jahr hellbraun oder dunkelgrau. Sie sind gerillt und wollig behaart. Die Nadeln sind zweizeilig angeordnet, linealisch oder selten schmal lineal-lanzettlich, 1,0 bis 2,4 Zentimeter, selten bis 3,5 Zentimeter lang und 1,5 bis 3,0 Millimeter breit. Die Oberseite ist grün, glänzend und gerillt, die Unterseite zeigt zwei weiße Spaltöffnungsstreifen. Die Nadeln sind zur Spitze hin gesägt oder seltener ganzrandig. Die Nadelspitze ist stumpf oder fallweise gekerbt. Die männlichen Zapfen sind kugelförmig und stehen einzeln in den Zweigachseln. Die Staubbeutel sind grünlichgelb. Die Samenzapfen sind hellgrün und werden bei Reife hellbraun. Sie sind eiförmig, 1,5 bis 3,0 Zentimeter lang bei Durchmessern von 1 bis 2 Zentimetern. Die Samenschuppen sind 1,0 bis 1,4 Zentimeter lang und 0,7 bis 1,2 Zentimeter breit. Sie sind sehr dünn, glatt, kreisförmig bis verkehrt eiförmig, an der Basis leicht konvex gebogen und zur Spitze hin etwas zurückgebogen. Die Deckschuppen sind keilförmig-rhombisch mit gezahntem Rand und zweilappiger Spitze. Die Samen sind schräg eiförmig oder beinahe eiförmig und mit Flügel 0,8 bis 1,2 Zentimeter lang. Die Bestäubung erfolgt von April bis Mai, die Samen reifen von Oktober bis November.

## Verbreitung und Ökologie

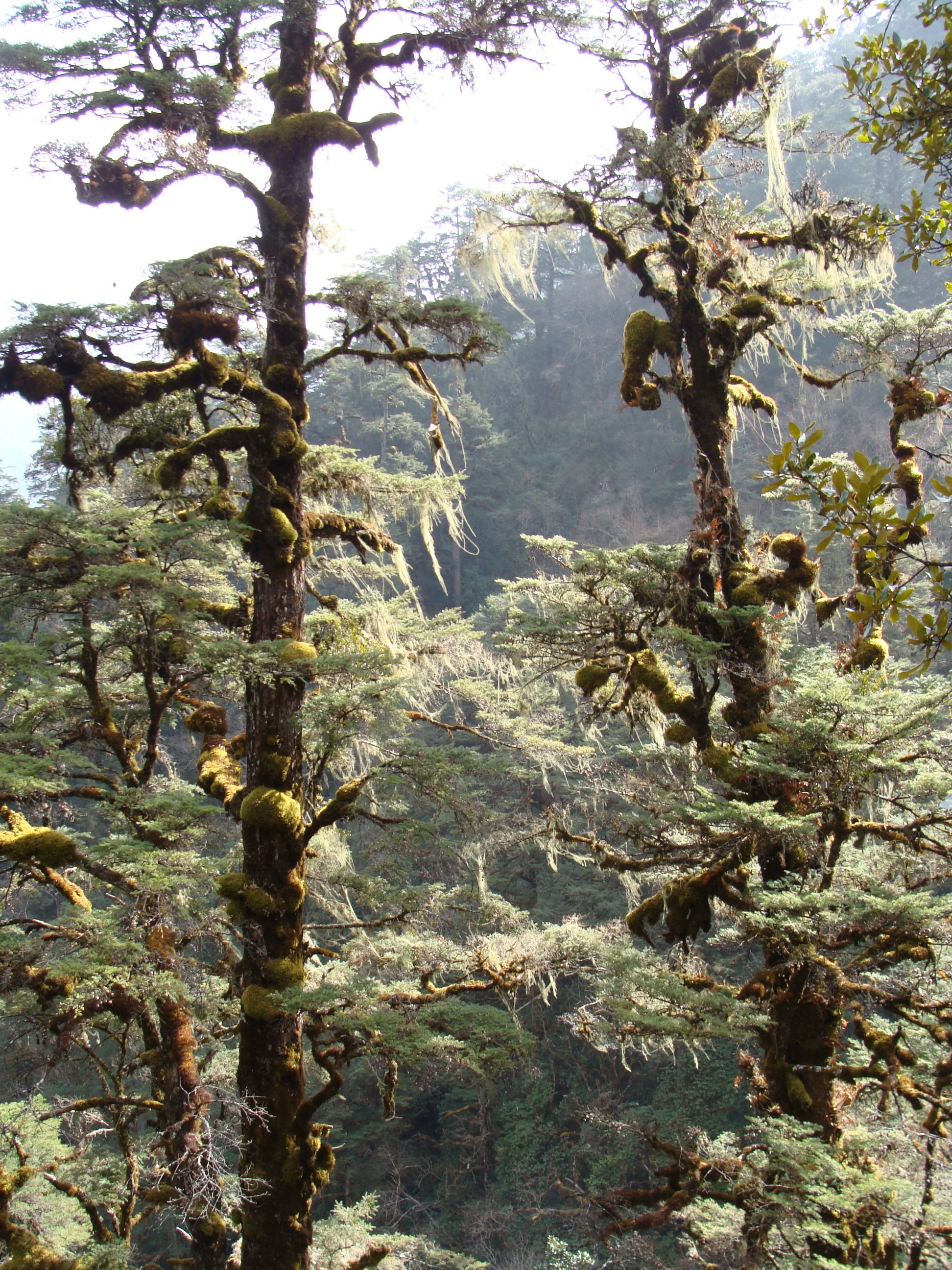
Himalaya-Hemlocktanne in Bhutan

Das Verbreitungsgebiet liegt im gemäßigten und tropischen Asien. Man findet sie in China in den Provinzen Sichuan, Xizang und Yunnan, in Bhutan, Indien (Provinzen Arunachal Pradesh, Sikkim, Uttar Pradesh), Nepal und in Myanmar. Dort lebt sie auf Berghängen und in Flusstälern in Höhen von 2300 bis 3500 Metern in Gebieten mit kühlem Klima, hoher Luftfeuchtigkeit und vielen Niederschlägen.
In Vietnam findet man sie nur in der Hoàng Liên Sơn-Gebirgskette. Dort lebt sie zusammen mit verschiedenen Rhododendren-Arten und der Pindrow-Tanne (Abies pindrow).
In der Roten Liste der IUCN wird die Himalaya-Hemlocktanne als nicht gefährdet („Lower Risk/least concern“) geführt. Es wird jedoch darauf hingewiesen, dass eine neuerliche Überprüfung der Gefährdung notwendig ist.

## Systematik und Forschungsgeschichte
Die Himalaya-Hemlocktanne (Tsuga dumosa) ist eine Art der Gattung der Hemlocktannen (Tsuga). Dort wird sie der Untergattung Tsuga zugeordnet. Synonyme sind unter anderen Tsuga yunnanensis (Franchet) E. Pritzel, Pinus dumosa D.Don, Abies dumosa (D.Don) Mirb., Pinus brunoniana Wall. und Tsuga brunoniana (Wallich) Carrière.

## Verwendung
Das Holz wird als Konstruktionsholz und zur Herstellung von Möbeln verwendet.